# Radio over IP
Radio over IP (Radio tramite protocollo Internet), acronimo RoIP, è la specializzazione del VoIP verso le comunicazioni radio bidirezionali.
La tecnologia RoIP permette di instaurare, su una rete che utilizza il protocollo IP, una comunicazione tra un terminale radio e altri nodi, che possono essere:
- radio,
- apparati telefonici tradizionali,
- telefoni VoIP,
- applicazioni su computer (tra cui i cosiddetti telefoni software),
- altri apparati di comunicazione accessibili mediante rete IP.

Se il terminale radio non è in grado di attestarsi direttamente sulla rete IP, si ricorre a gateway specifici che forniscono un adattamento tra il mondo radio e il mondo IP, permettendo il dispiegamento di reti RoIP che utilizzano anche terminali radio tradizionali.
Un elemento caratteristico della tecnologia RoIP è l'integrazione delle comunicazioni radio half-duplex in un contesto per sua natura full-duplex. Non esiste ad oggi uno standard ampiamente accettato per la gestione di questo aspetto; le varie soluzioni disponibili sul mercato sono proprietarie.
Reti RoIP possono essere installate su reti private o appoggiarsi all'infrastruttura di Internet. Esse sono di interesse per quegli enti che operano sul territorio, con personale equipaggiato di radio e dispiegato in aree ampie o distanti tra loro, e che posseggono centrali operative da cui coordinare gli interventi in campo.